# Jyske mesterskab 1928-29 (fodbold)
Det jyske mesterskab i fodbold 1928-29 var den 31. udgave af turneringen om det jyske mesterskab i fodbold for herrer organiseret af Jydsk Boldspil-Union. AaB vandt turneringen for sjette gang. Vinderen af turneringen kvalificerede sig til Provinsmesterskabsturneringen 1928-29.
De tre bedste hold i hver af de to kredse kvalificerede sig oprindeligt til den efterfølgende Danmarksturneringen 1929-30. Efter sæsonafslutningen besluttede DBU dog at reducere Danmarksturneringen fra 25 til 10 hold. Det skete efter pres fra de københavnske klubber, som var utilfredse med det sportslige niveau, og at turneringen gav dem underskud. Det betød, at kun AaB og Horsens fS kvalificerede sig. AGF og Esbjerg fB måtte nøjes med at spille i den næstbedste landsdækkende række, Oprykningsserien 1929-30, mens Aalborg Freja og Fredericia BK blev udelukket fra at deltage.
Nr. seks i hver af de to kredse spillede en kvalifikationskamp mod finalisterne fra JBUs A-række. Brønderslev IF] rykkede ned efter at have tabt til Randers Freja.

## JBUs Mesterskabsrække

### Nordkredsen
AGF, AaB og Aalborg Freja deltog samtidig i Danmarksmesterskabsturneringen 1928-29.

| Pos | Hold               | K  | V | U | T | M+ | M- | MR    | P  | Kvalifikation eller nedrykning                          |
| --- | ------------------ | -- | - | - | - | -- | -- | ----- | -- | ------------------------------------------------------- |
| 1   | AaB (M)            | 10 | 9 | 0 | 1 | 36 | 13 | 2,769 | 18 | Kvalifikation til finale og Danmarksturneringen 1929-30 |
| 2   | AGF                | 10 | 5 | 1 | 4 | 23 | 14 | 1,643 | 11 | Kvalifikation til Oprykningsserien 1929-30              |
| 3   | Aalborg Freja      | 10 | 5 | 0 | 5 | 22 | 21 | 1,048 | 10 |                                                         |
| 4   | Aalborg Chang      | 10 | 4 | 1 | 5 | 26 | 25 | 1,040 | 9  |                                                         |
| 5   | Viborg FF          | 10 | 3 | 2 | 5 | 28 | 32 | 0,875 | 8  |                                                         |
| 6   | Brønderslev IF (O) | 10 | 1 | 2 | 7 | 17 | 47 | 0,362 | 4  | Kvalifikation til Op- og nedrykningsslutspil            |

|                | AaB | AGF | Freja | Chang | Viborg | Brønderslev |
| -------------- | --- | --- | ----- | ----- | ------ | ----------- |
| AaB            | –   | 1-0 | 3-1   | 6-2   | 5-1    | 4-2         |
| AGF            | 1-3 | –   | 1-0   | 1-2   | 5-4    | 9-0         |
| Aalborg Freja  | 2-7 | 1-0 | –     | 2-1   | 4-3    | 3-0         |
| Aalborg Chang  | 1-2 | 2-2 | 1-0   | –     | 2-7    | 1-4         |
| Viborg FF      | 2-0 | 0-2 | 4-3   | 0-4   | –      | 3-3         |
| Brønderslev IF | 1-5 | 1-2 | 1-6   | 1-10  | 4-4    | –           |

### Sydkredsen
Horsens fS, Esbjerg fB og Fredericia BK deltog samtidig i Danmarksmesterskabsturneringen 1928-29.

| Pos | Hold             | K  | V | U | T | M+ | M- | MR    | P  | Kvalifikation eller nedrykning                          |
| --- | ---------------- | -- | - | - | - | -- | -- | ----- | -- | ------------------------------------------------------- |
| 1   | Horsens fS       | 10 | 8 | 1 | 1 | 39 | 11 | 3,545 | 17 | Kvalifikation til finale og Danmarksturneringen 1929-30 |
| 2   | Esbjerg fB       | 10 | 7 | 2 | 1 | 32 | 15 | 2,133 | 16 | Kvalifikation til Oprykningsserien 1929-30              |
| 3   | Fredericia BK    | 10 | 4 | 1 | 5 | 31 | 30 | 1,033 | 9  |                                                         |
| 4   | Kolding B        | 10 | 3 | 1 | 6 | 17 | 32 | 0,531 | 7  |                                                         |
| 5   | Haderslev FK (O) | 10 | 3 | 0 | 7 | 21 | 34 | 0,618 | 6  |                                                         |
| 6   | Vejle BK         | 10 | 2 | 1 | 7 | 16 | 34 | 0,471 | 5  | Kvalifikation til Op- og nedrykningsslutspil            |

## Finale
Finalen mellem de to kredsvindere blev afgjort over to kampe på neutral bane. Den sidste kamp blev spillet foran et rekordstort publikum i Vejle.
| 19. maj 1929 |

| Horsens fS                                            | 3 - 3   | AaB                            |
| ----------------------------------------------------- | ------- | ------------------------------ |
| Viggo Sørensen 7' · Niels Christian Sørensen 15', 22' | (3 - 3) | Axel Willadsen 10', 19', 32' · |

| Randers Stadion, Randers |

| 2. juni 1929 |

| AaB                                                           | 4 - 1   | Horsens fS          |
| ------------------------------------------------------------- | ------- | ------------------- |
| Søren Andersen 7', 20' · Kaj Mølbach 42' · Axel Willadsen 83' | (3 - 0) | Victor Hansen 72' · |

| Vejle Stadion, Vejle Tilskuere: 5.000 Dommer: Sophus Hansen, København |

AaB vandt finalen med tre point mod et.

## Op- og nedrykningsslutspil
Vinderen af JBU A-rækkens nordkreds, Randers Freja, spillede mod nr. seks fra nordkredsen i JBUs Mesterskabsrække, Brønderslev IF. Vinderen af JBU A-rækkens sydkreds, Vejen SF, spillede mod nr. seks fra sydkredsen i JBUs Mesterskabsrække, Vejle BK.
| 16. juni 1929 |

| Brønderslev IF | 0 - 6 | Randers Freja |
| -------------- | ----- | ------------- |
|                |       |               |

| Aalborg Stadion, Aalborg |

| 16. juni 1929 |

| Vejle BK | 3 - 2   | Vejen SF |
| -------- | ------- | -------- |
|          | (1 - 1) |          |

| Fredericia Tilskuere: 1.000 |

Randers Freja rykkede op i Mesterskabsrækkens nordkreds. Brønderslev IF rykkede ned.

## Øvrige kilder
- Alstrup, Aksel (1950-1953). "JBU-mesterskabernes fordeling". Jysk Fodbold i Fortid og Nutid - Bind 1 & 2. Odense: Jydsk Boldspil-Union, Østergaards Forlag. s. 88-92.